# Comuna Lișciîn
Lișciîn (în ucraineană Ліщинська сільська рада) este o comună în raionul Jîtomîr, regiunea Jîtomîr, Ucraina, formată din satele Lișciîn (reședința) și Tarasivka.

## Demografie
Componența lingvistică a comunei Lișciîn
     Ucraineană (97,75%)
     Rusă (1,97%)
     Alte limbi (0,21%)
Conform recensământului din 2001, majoritatea populației comunei Lișciîn era vorbitoare de ucraineană (97,75%), existând în minoritate și vorbitori de rusă (1,97%).